# Faust (niemiecki zespół muzyczny)
Faust – niemiecka krautrockowa grupa muzyczna.

## Skład zespołu
- Hans Joachim Irmler
- Zappi Diermaier
- Arnulf Meifert
- Jean-Hervé Péron
- Gunther Wustoff
- Rudolf Sosna (ur. 1946 – zm. 10 listopada 1996) – gitara
- Uwe Nettelbeck (zm. 17 stycznia 2007 we Francji) – współzałożyciel i producent

## Dyskografia

### Albumy
- Faust (1971)
- Faust So Far (1972)
- The Faust Tapes (1973)
- Faust IV (1973)
- Outside The Dream Syndicate (1973)
- The Last LP (1988)
- Rien (1995)
- Untitled (1996)
- Faust Concerts, Volume 1: Live in Hamburg, 1990 (1996)
- Faust Concerts, Volume 2: Live in London, 1992 (1996)
- You Know FaUSt (1997)
- Edinburgh 1997 (1997)
- Faust Wakes Nosferatu (1998)
- Ravvivando (1999)
- Land of Ukko & Rauni [live] (2000)
- Freispiel (2002)
- Patchwork (2002)
- Derbe Respect, Adler (2004)
- Inside the Dream Syndicate (2005)
- Od serca do duszy (Alive in Krakow) (2007)
- C'est com... com... compliqué (2009)
- Something Dirty (2011)

### Kompilacje
- Munich and Elsewhere (1986)
- The Last LP: Faust Party No. 3, 1971-1972 (1988)
- 71 Minutes of Faust (1996)
- Faust/Faust So Far (2000)
- The Wumme Years: 1970-1973 (2000)
- BBC Sessions + (2001)
- Patchwork 1971-2002 (2004)